# Yuncheng
Yuncheng is de meest zuidelijkste stadsprefectuur van de Chinese provincie Shanxi. Het noorden en oosten grenst aan de stadsprefecturen Jincheng en Linfen. Het westen grenst aan de provincie Shaanxi en het zuiden aan de provincie Henan.
De Engelse schrijver Justin Hill verbleef hier tweeënhalf jaar met de Voluntary Service Overseas (VSO) van 1993 tot 1995. Zijn boek A Bend in the Yellow River gaat over dit verblijf.
Op 28 juni 2008 kwam de olympische vlam op weg naar Peking langs deze stadsprefectuur.
In Yuncheng is de grote staalfabriek Shanxi Jianlong Industrial gevestigd. Dit bedrijf is een onderdeel van de staalreus Jianlong Group.

## Administratieve verdeling
- Yuncheng is verdeeld in één district:
  - Yanhu District (盐湖区)
- twee stadsdistricten:
  - Yongji City (永济市)
  - Hejin City (河津市)
- en tien arrondissementen:
  - Linyi (临猗)
  - Ruicheng (芮城)
  - Wanrong (万荣)
  - Jishan (稷山)
  - Xinjiang (arrondissement) (新绛)
  - Wenxi (闻喜)
  - Xia (夏县)
  - Jiang (arrondissement) (绛县)
  - Pinglu (平陆)
  - Yuanqu (垣曲)